# 1170-ті
Високе Середньовіччя •  Золота доба ісламу •  Реконкіста  •  Київська Русь

## Події

### Київська Русь
Після розорення Києва 1169 року Андрієм Боголюбським центр влади в Київській Русі змістився до Володимиро-Суздальського князівства. Андрій Боголюбський не забажав княжити в Києві, а посадив там свого брата Гліба. 1171 року кияни убили Гліба Юрійовича, а на київському престолі три місяці сидів Володимир Мстиславич. Андрій Боголюбський звелів йому піти з Києва, але старий князь помер після трьох місяців княжіння. Михайло Юрійович, ще один брат Андрія Боголюбського, відмовився від Києва, і Боголюбський посадив там смоленського князя Романа Ростиславича. 
Коли володимирський князь став вимагати видачі людей, на яких йому донесли, як на вбивць Гліба, Роман Ростиславич не підкорився, і 1173 року Андрій Боголюбський знову зібрав широку коаліцію князів для походу на Київ. Цього разу похід зазнав невдачі. Війська Боголюбського легко захопили вже розорений раніше Київ, однак Мстислав Ростиславич, якого Боголюбський вважав організатором непокори, засів у Вишгороді й витримав облогу до підходу підкріплення з Волині та Галича. Військо Боголюбського розбіглося. Ростиславичі віддали київський престол волинському князю Ярославу Ізяславичу, старшому в роді.  
1174 року власні бояри вбили у Володимирі-на-Клязьмі Андрія Боголюбського. Після періоду грабежів та безладу почалася боротьба за володимирський престол, в яку втручалися Ростов та Чернігів. Сум'яття завершилося 1176 року, коли у Володимирі надовго утвердився брат Боголюбського Всеволод Велике Гніздо.
А на київський престол сів чернігівський князь Святослав Всеволодович. Він захоплював Київ двічі. Першого разу, 1174 року, він одразу ж повернувся в Чернігів, поступившись Роману Ростиславичу смоленському, а вдруге, 1176 року, сів у Києві міцно. 
У Володимирі-Волинському княжив Роман Мстиславич, а в Галичі Ярослав Осмомисл.

### Східна Європа
Польща залишалася роздробленою. 1173 року великим князем став Мешко ІІІ Старий, але 1177 року його прогнали з Кракова, і його замінив Казимир II Справедливий.
1172 року Бела III став королем Угорщини, яка перебувала в сфері впливу Візантії. Але 1180 року, після смерті візантійського імператора Мануїла I Комніна, Бела III повернув Угорщині Хорватію і Далмацію. 
Жупан Рашки Стефан Неманя також скористався негараздами у Візантії, щоб отримати незалежність.

### Західна Європа
Імператор Священної Римської імперії Фрідріх Барбаросса продовжував свої спроби підкорити міста-держави Північної Італії, але 1176 року зазнав поразки від Ломбардської ліги в битві під Леньяно. Ця поразка змусила його шукати примирення з ломбардцями та з папою римським Олександром III. Мир було укладено 1177 року у Венеції. Імператор визнав папу, що дозволило тому повернутися до Рима. Антипапа Калікст III зрікся своїх претенцій на Святий Престол, антипапу Іннокентія III заслали в монастир. 1178 року Фрідріх Барбаросса коронувався королем Бургундії. 1180 року Барбаросса відібрав більшість володінь у герцога Саксонії Генріха Лева, який відмовився прислати йому підмогу в Італію. Баварію отримали Віттельсбахи. Саксонію отримали Асканії. 
1179 року відбувся Третій Латеранський собор, який затвердив правила обрання папи римського двома третями кардиналів, засудив єресі катарів та вальденсів. 
У Франції завершилося правління Людовика VII. Під кінець життя короля розбив параліч, і 1179 року він коронував свого сина Філіпа II Августа, який вступив на престол наступного року, після смерті батька. 
В Англії правив Генріх II Плантагенет. Йому належала також більша частина сучасної Франції. Англонормандці підкорили собі Ірландію, але не змогли захопити Уельс. У 1173 року проти Генріха II Плантагенета повстали сини, яких підтримала їхня матір. Генріх відкрито жив із коханкою. 1174 року конфлікт із синами вдалося владнати. Шотландський король Вільгельм Лев, на свою голову, підтримав синів англійського короля, потрапив у полон і змушений був визнати сюзеренітет Генріха Плантагенета над Шотландією.  
У Данії правив Вальдемар I Великий. У Швеції з 1173 року Кнут I Еріксон залишився єдиним королем. У Норвегії тривала громадянська війна. Проти короля Магнуса V боролися біркебейнери, яких із 1174 року очолював Ейнстейн III, а з 1177 року Сверрір Сігурдсон. 1179 року він завдав поразки батьку короля ярлу Ерлінгу Скакке, а 1180 року розбив війська Магнуса V.
1179 року папа римський Олександр III проголосив Португалію незалежним королівством. Португалія та християнські держави Піренейського півострова Кастилія, Леон та Арагонське королівство вели війни з Альмохадами, які продовжували утримувати південь півострова, як і Північну Африку.

### Візантія та Близький Схід
На початку десятиліття, між 1171 та 1175, Візантія мала конфлікт із Венецією. Імператор Мануїл I Комнін звелів затримати венеційських купців у Константинополі й конфіскувати їхнє майно. Однак Венеція уклала торговельні угоди з Єгиптом і військовий союз з Сицилійським королівством, і Візантії довелось повернути її купцям привілеї. 
Могутність Візантії підірвала поразка в битві 1176 року при Міріокефалі від військ Румського султанату. Імперія не змогла оговтатись від цього удару. 1180 року помер Мануїл Комнін. Його син, Олексій II Комнін, був ще малим, і влада перейшла до його матері-регентки Марії Антіохійської. З цього розпочався період внутрішніх чвар.
1171 року Салах ад-Дін став султаном Єгипту, Фатімідський халіфат припинив існування. 1174 року помер правитель Сирії Нур ад-Дін, і Салах ад-Дін захопив Дамаск. До кінця десятиліття він продовжував відвоювання Сирії у Зенгідів, вів війни з хрестоносцями та асасинами.
1174 року Балдуїн IV успадкував від батька Аморі I Єрусалимське королівство. Зростання могутності Салах ад-Діна в Єгипті та Сирії поставило державу хрестоносців під загрозу.

### Азія
В Японії владу міцно тримав у своїх руках Тайра но Кійоморі. Навіть, коли він, хворий, пішов у монастир, він продовжував правити звідти. Але 1180 року почалася війна Тайра та Мінамото, якою завершився період Хей'ан.
Мухаммад Горі з афганської династії Гуридів розпочав завоювання Північної Індії, де йому чинили опір залишки Газневідів та раджпути.
Хорезм-шахи вели боротьбу за незалежність проти сельджуків та каракитаїв у Середній Азії.

## Наука, мистецтво
- Аверроес написав трактат Спростування спростування — заперечення нападів на філософію Аль-Газалі.
- Маймонід написав Мішне Тора.
- Японський скульптор Ункей спорудив статую будди Вайрочани в Нарі.
- Згорів Страсбурзький собор, почалася його відбудова.
- Кретьєн де Труа написав роман Кліжес.
- Відбувся перший Айстедфед в Уельсі, про який збереглися історичні свідчення.
- Почалося будівництво старого Лондонського моста.

## Виноски
1. ↑  litopys.org.ua. Архів оригіналу за 12 червня 2018. Процитовано 10 квітня 2005.